# 明石市交通部
明石市交通部（あかししこうつうぶ）は、かつて兵庫県明石市で市営バスを運行していた同市の部署。2012年3月16日限りで運行を終了した。

## 概要
末期は、主に明石駅と朝霧駅から明舞団地との間を運行していた。
独自の乗車カード「のり鯛カード」を発行していたほか、山陽バスカード・神戸市営バス専用カードも使用できた。また、JR西日本・近鉄が発行していたJスルーカードは2002年（平成14年）から2009年（平成21年）3月1日まで使用することができた。
一方、スルッとKANSAIには加盟しておらず、各種ICカード乗車券は使用できなかった。
明石市では2010年3月の市議会において、市営バス事業を2011年度（平成23年度）をもって廃止し民間に移譲することを決定し、2012年（平成24年）3月16日限りで全路線の運行を終了、路線は神姫バスと山陽バスに移譲された。県内では姫路市営バス（2010年3月撤退）に次ぐ公営バスの撤退となった。
路線バス以外では、ノーリツ明石工場の従業員輸送を受託していた。こちらも山陽バスに受け継がれている。

## 営業所（車庫）
- 和坂車庫
  - 車庫前には、神姫バスと共同の「車庫前」停留所（現・和坂1丁目）があった。神姫バスへの移管に際しては引き継がれなかった。代わりとして神姫バスは市営バス廃止と同時に白水車庫を設置した。跡地は明石市東部給食センターとなっている。
- 高丘車庫（2006年9月30日をもって廃止、神姫バスに移管され同社の大久保営業所となっている）

## 運行していた路線

### 和坂車庫管轄路線
藤江・貴崎線
- 2009年4月1日、神姫バスに移管[7]

岬町線
- 2009年4月1日、神姫バスに移管[7]

車庫線
- 明石駅（東2乗場） - 硯町 - 車庫前
  - 入出庫路線で2009年4月1日ダイヤ改正より大幅に増便された。本数は1時間に6本ある時間帯もあれば1本もない時間帯もある。神姫バスが多数の系統を平行して走らせている。

王子線
- 市役所前 - 銀座 - 明石駅（北5乗場） - 市民病院 - 王子 - 大道町 - 車庫前
- 市役所前 - 銀座 - 明石駅（北5乗場） - 市民病院 - 王子 - がんセンター - 車庫前
- 明石駅（北5乗場） - 市民病院止まり
  - 明石市民病院・がんセンターの通院路線。
  - 本数は、日中は両系統が30分毎ずつ、合わせて15分間隔で運行。半数強が明石駅発着、半数弱が市役所前発着。
  - 2009年4月1日のダイヤ改正で平日昼間時間帯に明石駅発市民病院止まりの系統が新設された。

がんセンター線
- 市役所前 - 銀座 - 明石駅（北4乗場） - 北王子 - がんセンター - 車庫前
  - 神姫バス22系統がほぼ全区間を併走する。
  - かつては本数が多かったが、現在は大半が王子線に吸収されたため朝と夕方のみになっている。

明高線
- 明石駅（南1乗場）→太寺→明高下→黒橋→明石駅
- 明石駅（南1乗場）→黒橋→自動車試験場前→明高下→太寺→明石駅
  - 自動車試験場を経由しない便は平日夜間に3本のみ運転される。
  - 明石駅 - 黒橋 - 自動車試験場前間はいずれも朝に平日は3本、土・休・祝日は2本のみ運転される。神姫バスが平行して大量に走らせている。
  - 自動車試験場 - 明高下 - 明石駅間は2009年4月1日ダイヤ改正で増便され、平日は1時間に最大3本運転されるようになった。土・休・祝日は朝に2本である。

朝霧線
- 市役所前 - 銀座 - 明石駅（朝霧方面行南1乗場、市役所行東3乗場） - 太寺 - 明高下 - 朝霧2丁目 - 大蔵海岸公園前 - 市役所前 - 銀座 - 明石駅（東3乗場）
  - 朝霧町南部のための路線であり、大蔵海岸へのアクセス路線でもある。
  - 大半は明石駅 - 明高下 - 大蔵海岸公園前 - 明石駅の系統であるが、一部に市役所発着がある。
  - 本数は時計回りの方は1時間に1本程度だが、逆時計回りの方は平日は朝のみで、土・休・祝日は昼までとなっている。

朝霧線
- 市役所前 - 銀座 - 明石駅（朝霧方面行南1乗場、市役所行東3乗場） - 太寺 - 明高下 - 朝霧2丁目 - 大蔵谷清水 - 朝霧駅（4番乗場）
  - 明舞線の補完であり、朝霧町から朝霧駅へのアクセス路線である。
  - 本数は数往復程度。大半は明石駅発着。

朝霧線
- 市役所前 - 銀座 - 明石駅（朝霧方面行南1乗場、市役所行東3乗場） - 太寺 - 明高下 - 朝霧2丁目 - 朝霧小学校前 - 松が丘5丁目 - 朝霧駅（4番乗場）
  - 明舞線の補完であり、松が丘西部から朝霧駅へのアクセス路線である。明石駅と朝霧駅を最短距離で結ぶ。
- 本数は数往復程度。大半は明石駅発着。
- 少数ながら松が丘5丁目止まりも運転されている。

明舞線
- 市役所前 - 銀座 - 明石駅（朝霧方面行南1乗場、市役所行東3乗場） - 太寺 - 明高下 - 朝霧2丁目 - 朝霧小学校前 - 「→明舞センター前→明舞北センター→」
  - 明石駅 - 朝霧方面のメイン路線。
  - 本数は非常に多い。日中は10分間隔で運行。また大半は明石駅発着。銀座始発もある。
  - 2007年11月に実施されたダイヤ改正に伴い、平日朝に明石駅北口 - 市民病院経由車庫前行が2本、平日昼間に車庫前発市民病院 - 明石駅経由の明舞団地方面行2本が新設された。
  - 夕方以降の一部は明舞センター - 松が丘3丁目止まりになるバスもある。

明舞線
- 市役所前 - 銀座 - 明石駅（朝霧方面行南1乗場、市役所行東3乗場） - 太寺 - 明高下 - 朝霧2丁目 - 朝霧小学校前 - 明舞北センター - 明舞センター前 - 朝霧駅（3番乗場）
  - 明舞線と団地内線の補完。
  - 本数は、朝霧駅行が毎時1本弱。明石駅行は団地内線と平行するため、数本程度。大半が明石駅発着。

団地内線
- 朝霧駅（3番乗場） - 明舞センター前 - 明舞北センター - 松が丘5丁目→朝霧駅
- 朝霧駅（3番乗場）→松が丘5丁目→朝霧3丁目→大蔵谷清水→朝霧駅
  - 松が丘を循環する路線。
  - 朝の朝霧駅行と夕方の循環系統が多い。
  - 少数ながら松が丘5丁目止まりも運転されている。
  - 2009年4月1日のダイヤ改正で朝夕ラッシュ時の時間帯に、朝霧駅発松が丘5丁目→朝霧3丁目を経由して朝霧駅に戻る一方向循環の系統が新設された。

団地内線
- 朝霧駅（1・2番乗場） - 明舞センター前 - 明舞北センター - 神陵台
  - 明舞団地の基幹路線。神戸市交通局・山陽バスとの共用路線。
  - 基本は、伊川谷高線と合わせて15分間隔であるが、実際には毎時5〜6本運行している。
  - 明舞北センター始発の朝霧駅行も運転されている。

伊川谷高線
- 朝霧駅（1・2番乗場） - 明舞センター前 - 明舞北センター - 神陵台 - 伊川谷高校前
  - 団地内線の補完であり、伊川谷高校への通学路線である。また、2008年時点で唯一対キロ区間制運賃を採用している路線となっている。
  - 3社合わせて毎時2本前後運行。
  - 山陽バスとの共用路線。神戸市営バスは58系統として乗り入れている[8]。
  - 明石市バス廃止後は、山陽バス55系統に統合される予定。

### 高丘車庫管轄路線
2006年10月1日、神姫バスと山陽電気鉄道（現・山陽バス）に移管された。

### 廃止路線
- 明石駅 - 銀座 - 市役所前 - 大蔵海岸公園前 - 大蔵海岸
  - 大蔵海岸へのアクセス路線であったが、大部分が朝霧線に代替されて休日のみの運行になり、後に廃止された。
- 明石駅 - 太寺 - 明高下 - 朝霧2丁目 - 東谷 - 黒橋 - 明石駅・銀座
  - 現在の大蔵海岸回りにルートが変更された。

### 過去路線
- 国道線
  - 明石駅 - 和坂 - 国鉄魚住駅 - 土山 - 西二見方面行(一部山手台,二見北小学校)

現在は1・4系統明石駅・硯町・和坂川崎重工前・西明石駅・国道大久保・魚住駅・福里経由、土山駅行
- 短大線
  - 明石駅 - 硯町 - 西明石 - 西明石北 - 明石短大前

神姫バスと共同運行であった。現在はtacoバス西明石北ルートが付近を運行中
- 江井島線
  - 山電江井島駅 - 藤江駅前
  - 大久保駅南 - 江井島北口 - 江井島駅前 - 江井島港

現在はtacoバス谷八木ルート,西江井ヶ島ルートが付近を運行中
- 山手台線
  - 山手台 - 大久保東 - 明石駅 - 市役所…県道稲美加古川線経由→大久保石ヶ谷線経由
  - 山手台 - 大久保、西二見、西明石駅…県道稲美加古川線経由

- 東団地線
  - 国道大久保 - 山の下 - 高丘5丁目 - 高丘7丁目

現在は神姫バスがほぼ近い(付近)ルートで運行中
- 西二見線
  - 西二見 - 南二見
  - 平日9往復(山手台、土山駅前、東二見発着、国鉄魚住駅前発、及び長池着有り)
  - 日祝日5往復(山手台、土山駅前発着、東二見発、及び長池着有り)

## 車両
事業終了まで続く青色の塗装は1994年からのもので、それ以前は塗り分けは同じながら赤色の塗装であった。赤色で導入した末期の車両は以降に導入された車両に合わせ、後に青色に塗り替えられている。ワンステップバスは1996年の日産ディーゼル製から導入が開始されたが、並行してツーステップも購入していた。2002年からはノンステップバスの導入も開始。このときの車両は三菱ふそう製の大型で、車体は純正ではなく西日本車体工業製が選択された。2004年には貸切兼用登録として再度ワンステップバスが日産ディーゼルで購入されている。
シャシメーカーは4社混在しているが、ほとんどすべてに西日本車体工業製の車体が架装される。ただし日野は会社の方針もあって初期の一時期以外は純正で導入していた。
事業終了後は一部の車両が山陽バス・神姫バスに移籍した。明石市バス標準塗装の車両は譲渡先の標準塗装に塗りなおされているが、時計台カラーの車両は移籍先でも同じ塗装のまま使用されている。2015年には、山陽バスで明石市バスの末期の塗装を復刻した車両が走っていた。

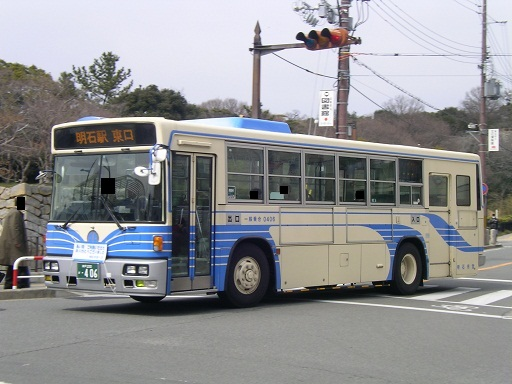
ツーステップ車・標準塗装
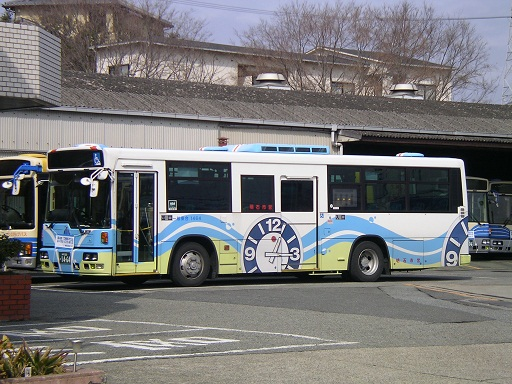
時計台カラーの特別塗装。この車両は貸切兼用登録
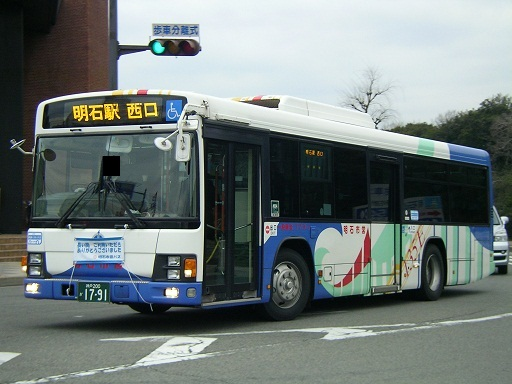
かつて存在した観光車のカラーをまとった特別塗装車
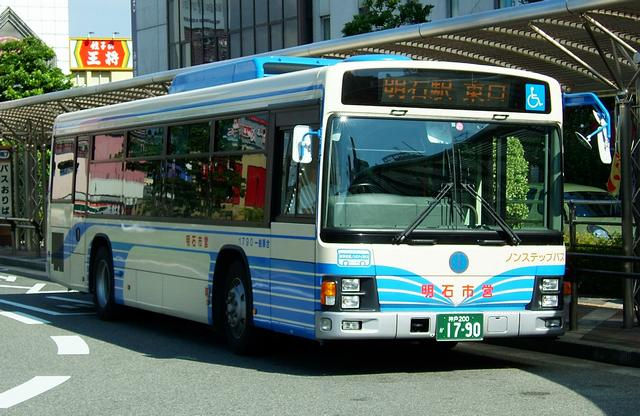
最終導入車（日野・ブルーリボンII）
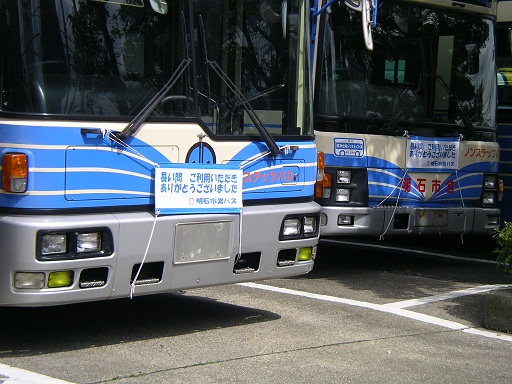
事業終了により登録解除された車両

## その他

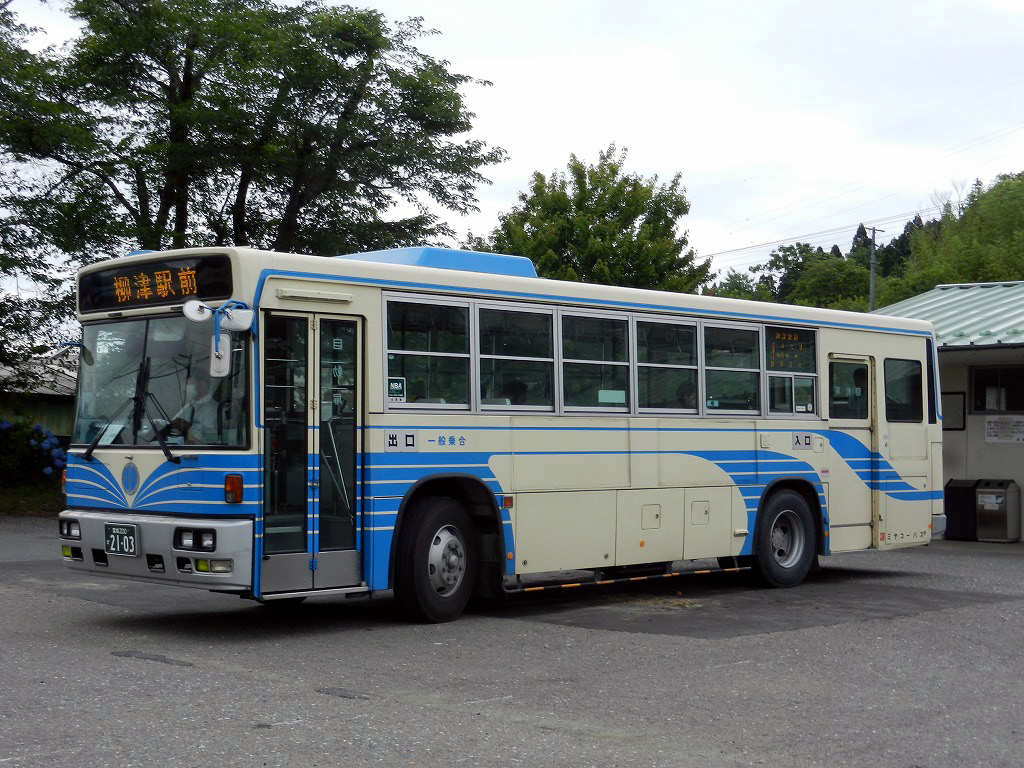
気仙沼市に譲渡され、ミヤコーバスの路線バスとして使用されている車両

- 東日本大震災に伴う被災地支援として、2011年8月25日、宮城県気仙沼市にワンステップバス1両とツーステップバス2両を譲渡した[9]（同市には尼崎市交通局からもノンステップバスが譲渡されている）。これらの車両は順次ミヤコーバスの路線バスとして使用される。2021年現在、全て廃車となっている。